# Nicolae Dobrin
Nicolae Dobrin (Piteşti, 26 d'agost de 1947 – Piteşti, 26 d'octubre de 2007) fou un futbolista romanès dels anys 60 i 70.

## Trajectòria esportiva
El seu club de tota la vida fou el FC Argeş Piteşti on jugà 23 temporades. Amb aquest club guanyà la lliga de 1979. Fou nomenat millor futbolista romanès tres cops: 1966, 1967 i 1971.
Amb la selecció romanesa disputà 48 partits i marcà 6 gols, contribuint de forma destacada a la classificació per la fase final de la Copa del Món de 1970.
L'estadi Nicolae Dobrin de Piteşti està batejat en honor seu.

## Referències

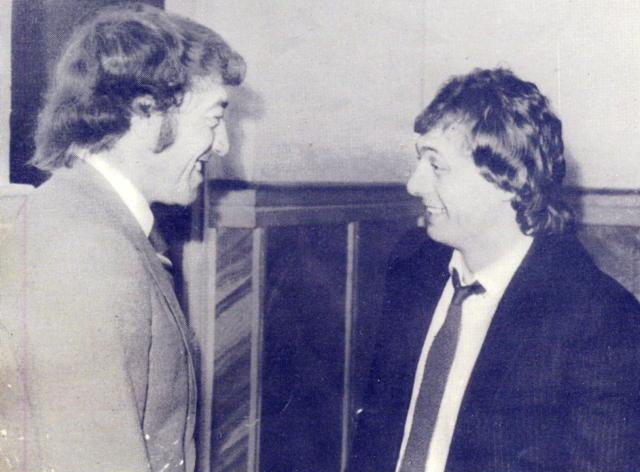
Nicolae Dobrin i Ilie Balaci.